# Лихтенау (Саксонија)
Лихтенау (њем. Lichtenau) општина је у њемачкој савезној држави Саксонија. Једно је од 61 општинског средишта округа Средња Саксонија. Према процјени из 2010. у општини је живјело 7.834 становника. Посједује регионалну шифру (AGS) 14522330.

## Географски и демографски подаци
Лихтенау се налази у савезној држави Саксонија у округу Средња Саксонија. Општина се налази на надморској висини од 349 метара. Површина општине износи 49,1 km². У самом мјесту је, према процјени из 2010. године, живјело 7.834 становника. Просјечна густина становништва износи 160 становника/km².